# François Martin dit Martin de Grenoble
Pour les articles homonymes, voir François Martin.
François Martin dit Martin de Grenoble est un sculpteur français actif principalement à Paris durant la période révolutionnaire, né le 26 décembre 1761 à Grenoble (Isère) et mort le 25 novembre 1804 à Lyon (Rhône).

## Biographie

### Jeunesse grenobloise
François Joseph Martin naît dans le quartier Saint-Louis de Grenoble, où son père est luthier. Dès l’âge de 11 ans, il fréquente l’École Publique de Dessin de Grenoble, dirigée par Jacques-André Trelliard-Desprats, qui s'est lui-même formé en Italie. Il reçoit cet enseignement jusqu’en août 1778, où il obtient un accessit pour le "genre des académies".
François Martin concourt pour le grand prix de sculpture à l'ancienne Ecole académique de Paris entre 1772 et 1775,.

### Années parisiennes
Sa carrière de sculpteur commence vraiment lorsqu'il monte à Paris en 1779, où il est élève de l'Académie royale. En 1792, une lettre au ministre de l'intérieur révèle qu'il a été « élève de Pajou », car il appose cette mention à côté de sa signature.
En 1784, il apparaît dans un "état des élèves formés par l'école de dessin de Grenoble" comme « Martin, de Grenoble, sculpteur statuaire à Paris ».
Il expose au Salon de la Correspondance, en 1785 ainsi que l’année suivante.
A cette époque, travaillant plusieurs matières, il exécute de nombreux bustes de personnages connus, historiques ou contemporains, et quelques figures de femmes, bustes dont il vend des épreuves commercialement. Le 9 novembre 1789, le Journal général de la cour et de la ville fait l'éloge de ses bustes « en talque blanche, couleur de terre cuite & bronzée [...] de la grandeur de quart de nature, dont le prix est de six livres » (valeur équivalente en 2020 : 62 €),,,.

#### Engagement révolutionnaire
Outre sa lettre de 1792 au ministre de l'intérieur, véritable credo révolutionnaire (« Je puis le dire sans vanité, Citoyen Ministre, il en est peu qui dans mon art, aient montré plus de zèle à propager les sentimens de la liberté qui sont profondément gravés dans mon cœur. Avant et depuis la Révolution, je me suis particulièrement attaché à mettre sous les yeux des français les images chéries des philosophes qui ont répandu des lumières utiles à notre siècle et qui d'une main hardie secouoient les chaines du despotisme et nous traçoient énergiquement les avantages de la liberté »), de nombreuses sources montrent que François Martin a épousé les idées de la Révolution, mettant son art au service de cette cause, tout en exerçant une action militante .
Le 12 floréal an II (1er mai 1794), Pascal-Thomas Fourcade, adjoint à la commission de l'instruction publique  du Comité de salut public, écrit dans un rapport à celui-ci « Le citoyen Martin fut un des premiers à se parer des couleurs chéries de la Liberté. On l'a vu dans les moments de crise, dans tous les lieux où l'on avait besoin d'hommes énergiques et valeureux. Il haranguait pendant le jour, lorsque les espions du tyran cherchaient à corrompre l'esprit public, il passait une partie de la nuit à reproduire les traits des Martyrs ou des défenseurs de la Liberté, pour les exposer le lendemain à la vénération publique. Marat était persécuté, il était obligé de se soustraire aux poignards des royalistes. Le génie de Martin retraçait au peuple la figure de son ami »,.
Le même jour, un arrêté du Comité lui attribue la somme de 300 livres pour sa participation au concours de l'an II par la soumission d'une figure en pied de la Liberté. Cette indemnité lui sera renouvelée le 23 prairial an II (11 juin 1794) par un arrêté co-signé par Robespierre.
Le 11 brumaire an III (1er novembre 1794), pour les bustes de Jean-Jacques Rousseau et de Benjamin Franklin offerts au Comité de salut public, celui-ci « autorise la Commission d'instruction publique à lui faire payer une somme de cinquante livres; [et l'invite] à procurer à cet artiste des moyens de travail [...] [et] à le comprendre dans son état de distribution ».
Le 22 brumaire an III (12 novembre 1794), nouvelle autorisation accordée pour « faire remettre au citoyen Martin sculpteur, deux cents livres d'indemnité provisoire ».
Le 4 nivôse an III (24 décembre 1794), le Comité de salut public décide d'octroyer des « secours et encouragements aux savants, gens de lettres et artistes ». 126 personnes en bénéficient, dont François Martin à hauteur de 1 500 livres.
Le rapport de Fourcade atteste l'amitié entre François Martin et Marat. 
Il fut lié également avec Fréron,Tallien et Chénier.

#### Adresses successives à Paris
- En 1785 : collège des Trésoriers près de la porte de la Sorbonne
- En 1792 : rue de Tournon à l'hôtel du Saint-Esprit
- Le 7 brumaire an II (28 octobre 1793) : 3 rue Neuve-Saint-Marc
- Le 27 fructidor an II (13 septembre 1794) : 5 rue Gît-le-Cœur
- Le jour de l'opinion an II (20 septembre 1794) : rue Hautefeuille
- Le 25 floréal an III (14 mai 1795) : 2 rue Grétry

### Installation à Lyon
À la fin de l’année 1795, début du Directoire, il s’établit à Lyon. Il y poursuit son activité de statuaire en exécutant les bustes de personnalités civiles et militaires, généralement locales.
Il se marie à Grenoble le 20 fructidor an VII (6 septembre 1799) avec Thérèse-Françoise Barberoux, native de Saint-Marcellin (Isère).
Il meurt à Lyon le 4 frimaire an XIII (25 novembre 1804). Son acte de décès le qualifie de « sculpteur de l'académie de Paris demeurant rue Lanterne N°42, marié à Marie Moiru survivante ». Il s'était donc remarié.  Bénézit rapporte  que ses amis se cotisèrent pour le faire enterrer, et Edmond Maignien, qu'il laisse « deux enfants en bas âge, recommandés à la commisération publique ».
Selon une rubrique nécrologique parue dans un journal de Grenoble quelques jours après sa mort, « il avait fait de longs voyages pour se former sur les grands modèles. Dans plusieurs contrées de l'Italie et de la France, il existe des traces de ses brillants succès ».

## Expositions
- En 1785 et 1786 : il expose au salon de la Correspondance les bustes du botaniste Linné, de Parmentier, de Bailly, de La Fayette[5].
- En 1931, au musée Carnavalet, exposition "Paris et la Révolution" : buste de Marat[16].

- Du 27 juin au 27 octobre 2014  au  Musée de la Révolution française, Vizille (Isère),  exposition temporaire "Face à face – Laneuville et Martin de Grenoble" : onze bustes réalisés par François Martin sont rassemblés et exposés, dont ceux de Voltaire et d'un personnage supposé être Diderot, signés au dos "Martin fecit". Et c'est en mettant une petite annonce dans la Tribune de l'art que le musée a retrouvé une pièce maîtresse de Martin de Grenoble, un buste de Marat signé et daté au dos "Martin de Grenoble fecit 1791 mai"[17],[18],[19],[20].

## Œuvre
Les archives permettent de dénombrer au moins une quarantaine de personnages sculptés de la main de François Martin, quasiment tous en buste. Mais sa production totale a été beaucoup plus importante, du fait de la réalisation en plusieurs exemplaires de ses bustes "en talque blanche, couleur de terre cuite & bronzée" destinés au grand public. Il utilisa aussi la terre crue patinée et le marbre blanc.
Quant à son style, l'examen global de ses œuvres fait apparaître de nombreux signes de réalisme, sans complaisance systématique envers ses modèles.
Si l'on excepte un buste en marbre blanc de Montesquieu vendu chez Sotheby's en 2006, étrangement signé “F. MARTIN GRATIANOPOLITANUS AETATIS 15 fecit” ("F. Martin de Grenoble l'a fait à l'âge de 15 ans"), ce qui tendrait à l'attribuer à la période grenobloise du sculpteur, la majeure partie de sa production a eu lieu à Paris, puis dans une moindre mesure à Lyon.

### Période parisienne
Ses principales sources d'inspiration sont alors :

#### Personnages de l'antiquitéou de l'histoire
Brutus, Scévola, Guillaume Tell.

#### Monde des lettres, de la philosophie, de la Renaissance ou de l'époque classique
Bossuet, Corneille, Fénelon, La Fontaine, Montaigne, Newton, Racine. 

#### Philosophes, hommes de lettres, artistes, savants desLumières
Buffon, Diderot (attribution présumée), Euler, Franklin, Gluck, Linné, Mably, Montesquieu, Parmentier, Piron, Jean-Baptiste Rousseau, Jean-Jacques Rousseau ("découvrant la Nature"), Voltaire, Washington.

#### Personnages de la Révolution et contemporains illustres
Bailly, Desmoulins, Despréaux, La Fayette, Lalande, Marat (buste et tombeau), Mirabeau, Philippeaux.
On peut y ajouter Mlle de Choiseul-Stainville, victime de la Révolution sans y avoir participé,.
Une galerie d'art propose dans son catalogue un buste "présumé de Louis-Charles de France dit Louis XVII" en terre cuite signé au dos "Martin fecit".

#### Divers
Selon les textes, François Martin a reçu de nombreuses commandes d'anonymes. Dans cette catégorie, très peu d'œuvres sont conservées ou lui sont clairement attribuées : une jeune fille les cheveux retenus par un ruban, en marbre blanc, un buste de femme en terre cuite. On y trouve aussi une figure en pied de la Liberté.

### Périodelyonnaise
Des personnalités de la ville lui passent des commandes de bustes. On connaît en particulier ceux de Bureau de Pusy, préfet du Rhône, du général Duhesme, en service sous la Révolution puis sous l'Empire, de Pierre Jubié (marqué au dos "16 7 1799 Martin" et "Pierre Jubié de Lyon né à La Sône le 15 mars 1732 âgé de 67 ans"), Jean-Emmanuel Gilibert 1741-1814.
La mort le surprend alors qu'il travaille à un buste de Pie VII,.

## Collections publiques

### Musée Carnavalet
- Buste de Gluck en terre cuite sur piédouche, signé au dos "Martin fecit"[25].
- Photographie par Albert Brichaut du buste de Marat présenté à l'exposition de la ville de Paris en 1900[26].
- Buste de Camille Desmoulins en ronde-bosse[12],[27].

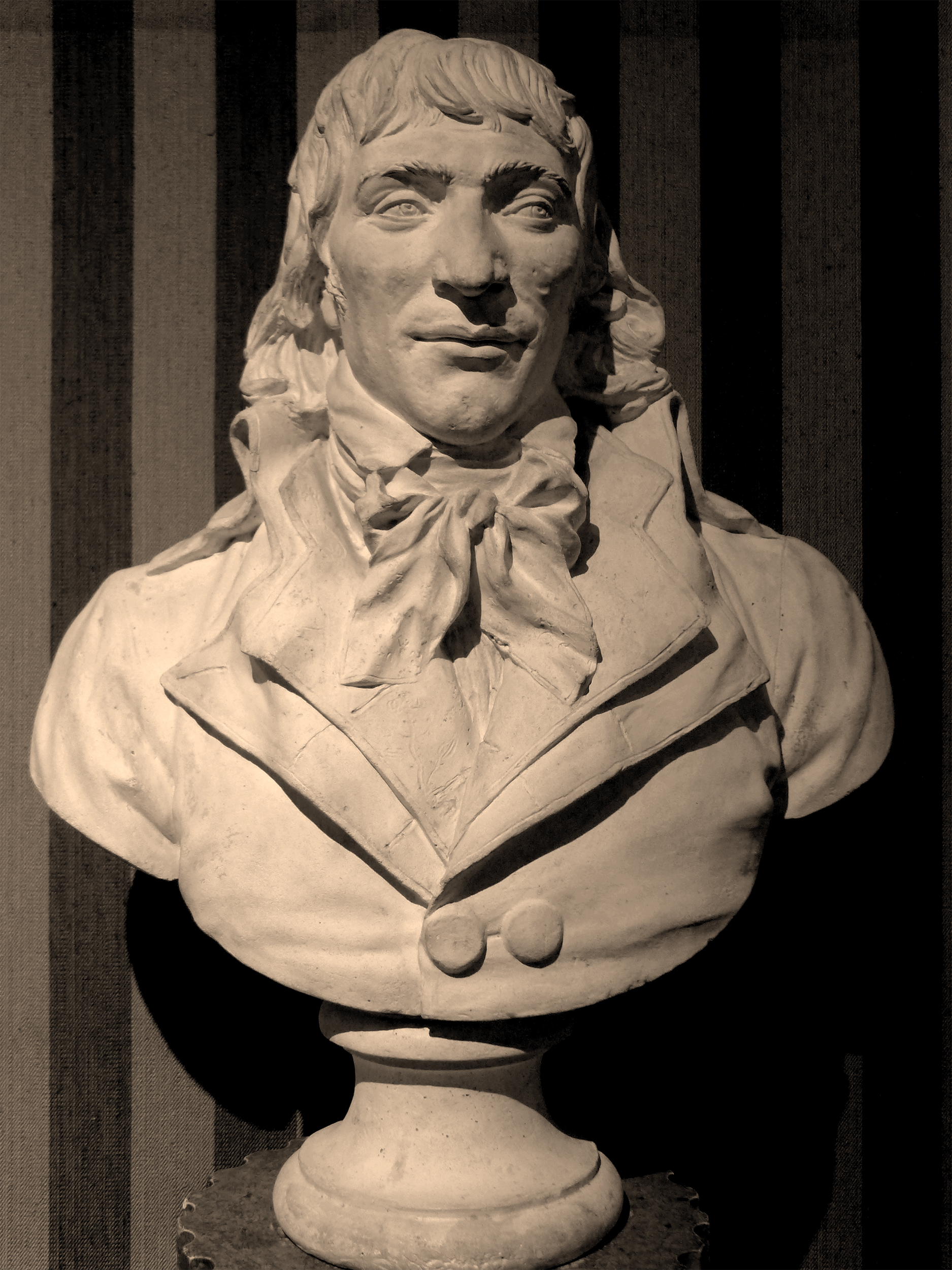
Musée Carnavalet. Buste de Camille Desmoulins par François Martin

### Musée Cognacq-Jay
- Buste présumé de Françoise-Thérèse de Choiseul-Stainville, en marbre, signé et daté au dos "François Martin fecit 1789"[23].

### Musée Jacquemart-André
- En 1892, un buste d'homme en terre cuite, sur socle en marbre, de 75 cm de haut, daté 1794 et signé François Martin, fut acquis par la collection Jacquemart-André[28].

### Musée de la Révolution française(Vizille, Isère)
- Buste de femme en terre cuite.
- Buste en terre crue patinée de Pierre Jubié de Lyon, daté et signé "16 7 1799 Martin"[29].

### Musée des Beaux-Arts de Lyon
- Buste d'homme en terre cuite signé au dos "Martin fecit"[30].

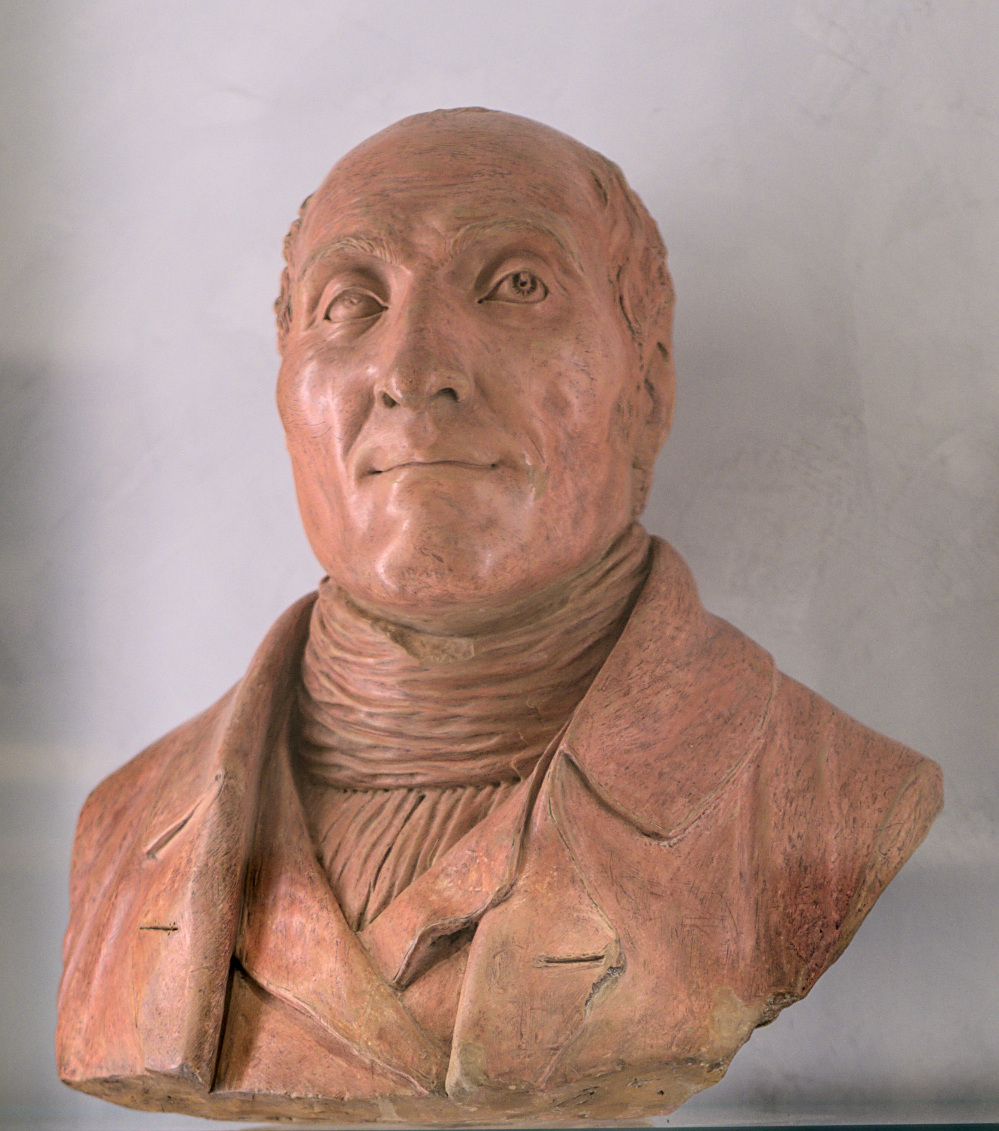
Buste d'homme